# Aston Martin DB2/4

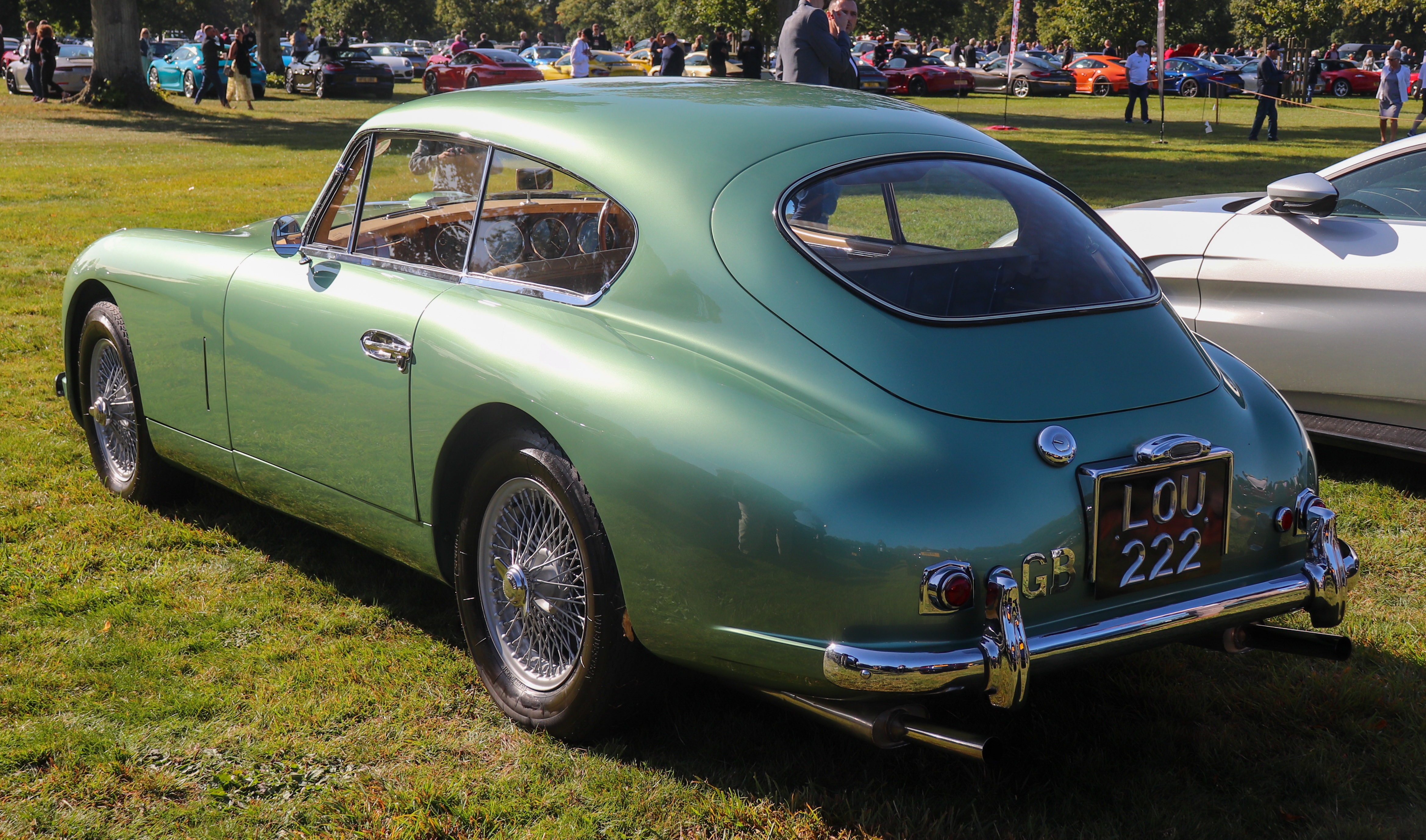

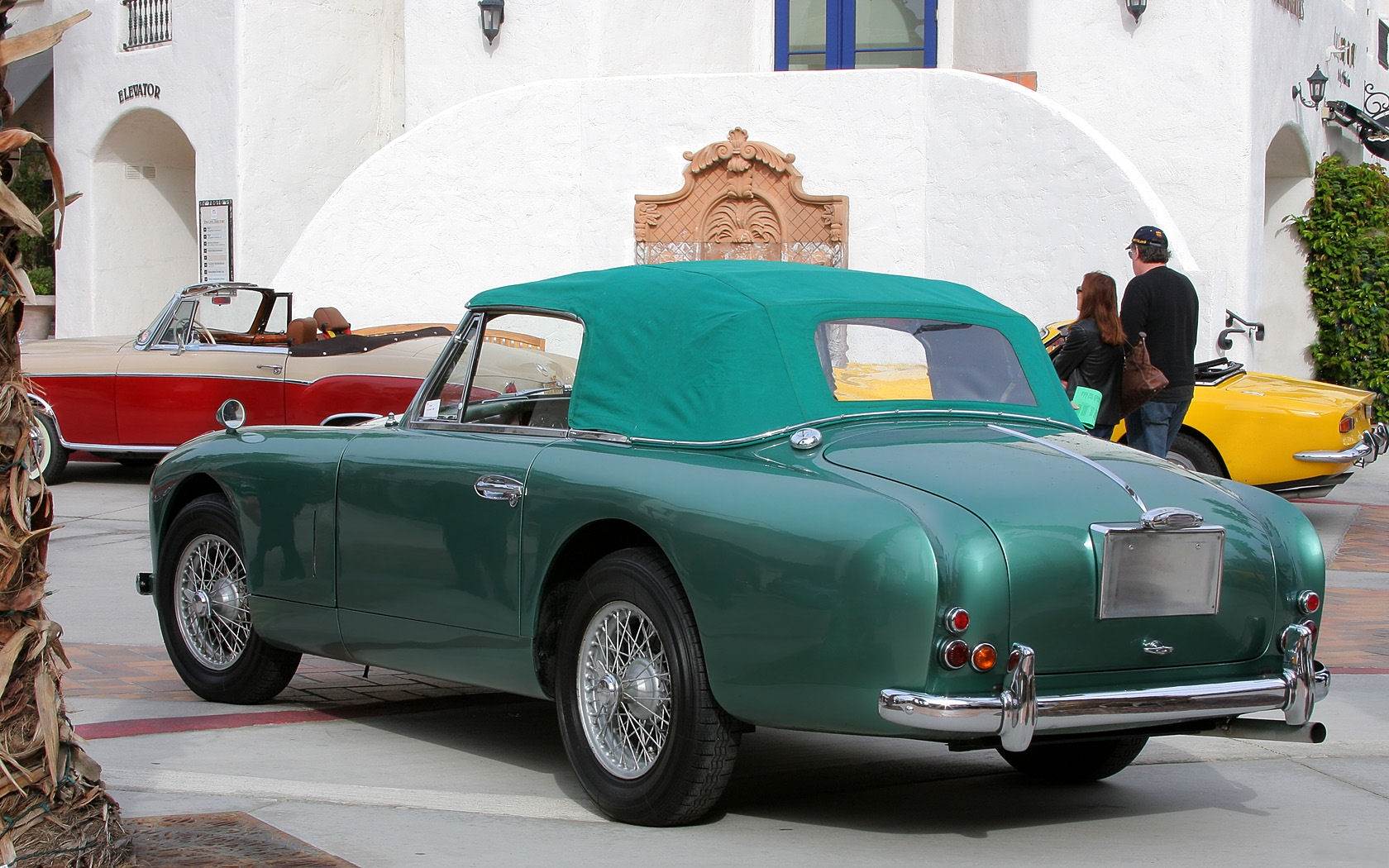

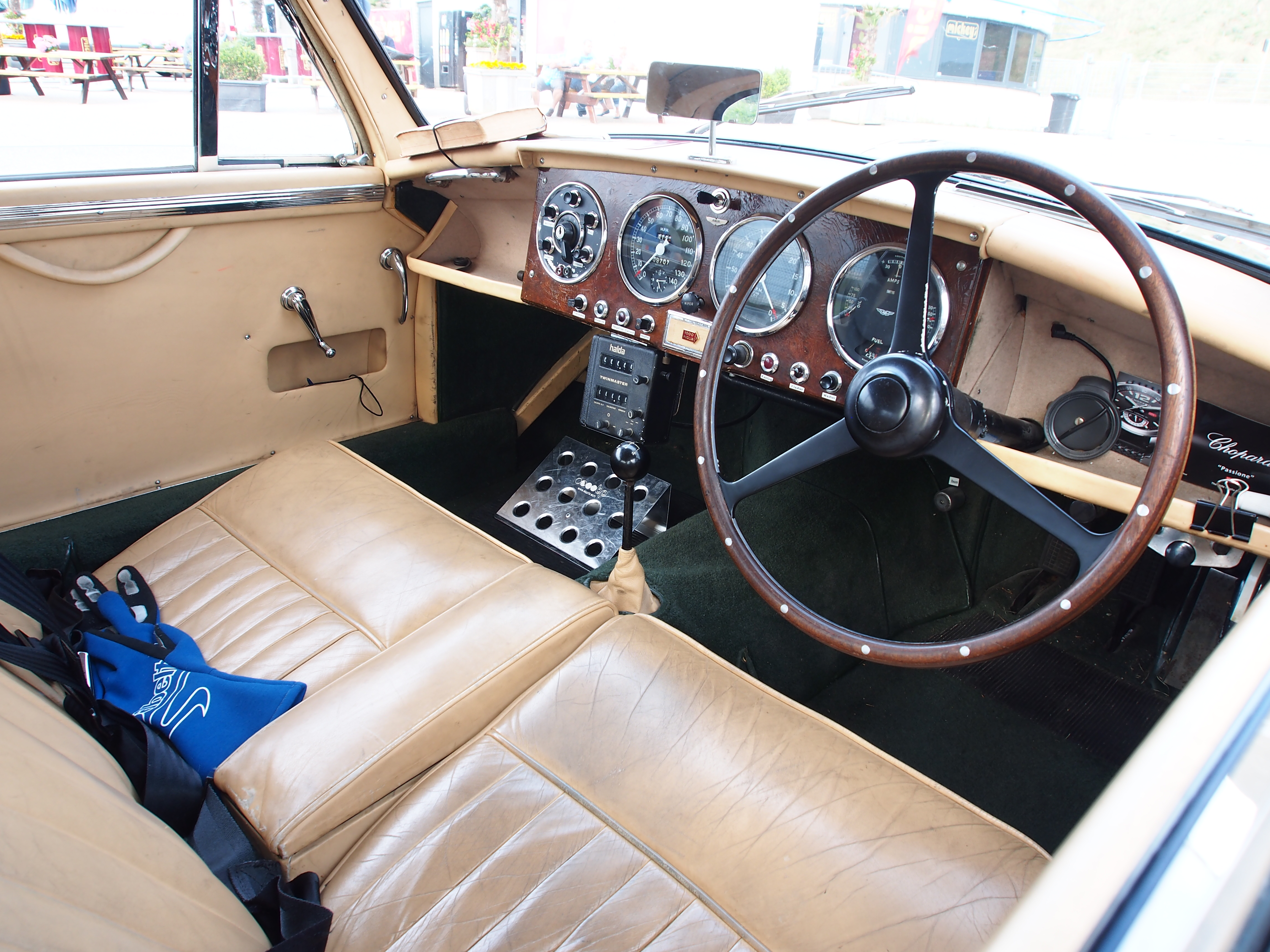

Aston Martin DB2/4 — автомобіль класу гран-турізмо марки Aston Martin, що випускався в 1953-1957 роках. Автомобіль заснований на попередній моделі фірми — Aston Martin DB2. DB2/4 - один з перших хетчбеків в історії . Також виготовлявся двомісний варіант з відкидним верхом. У 1955 році була випущена модифікація автомобіля Mark II з козувамі купе і кабріолет.

## Двигуни
- 2.6 L Lagonda I6 125 к.с.
- 2.9 L Lagonda I6 140 к.с.